# Actia triseta
Actia triseta là một loài ruồi trong họ Tachinidae.